# Lauren Weisberger
Lauren Weisberger (ur. 28 marca 1977 w Scranton w stanie Pensylwania) – amerykańska pisarka, autorka bestsellera z 2003 roku Diabeł ubiera się u Prady.
Pochodzi z rodziny żydowskiej, w której panowały surowe reguły ortodoksyjnego judaizmu. Matka pochodziła z Czechosłowacji, była nauczycielką, ojciec, pochodził z Węgier, pracował w biurze sprzedaży nieruchomości. Gdy miała 11 lat,  a jej siostra Dana 6 lat, rodzice rozwiedli się. 
W 1999 roku ukończyła Cornell University. Przez prawie rok była asystentką szefowej amerykańskiej edycji popularnego magazynu mody „Vogue”, Anny Wintour. Następnie podjęła pracę w czasopiśmie podróżniczym „Departures”.
W kwietniu 2008 roku pisarka wyszła za 5 lat starszego scenarzystę i dramaturga Mike'a Cohena. Małżeństwo mieszka w Connecticut i ma dwójkę dzieci.
Oprócz błyskotliwego debiutu powieściowego Diabeł ubiera się u Prady, Lauren Weisberger napisała również Portier nosi garnitur od Gabbany (2005), za którą wydawca zapłacił 1 mln dolarów zaliczki, W pogoni za Harrym Winstonem (2008) oraz Ostatnia noc w Chateau Marmont (2010). Jest także jedną z autorek zbioru opowiadań Amerykańskie dziewczyny poszukują szczęścia.

## Twórczość
- Portier nosi garnitur od Gabbany (2005)
- Amerykańskie dziewczyny poszukują szczęścia
- W pogoni za Harrym Winstonem (2008)
- Ostatnia noc w Chateau Marmont (2010)

### Seria o Andrei Sachs
- Diabeł ubiera się u Prady (2003)
- Zemsta ubiera się u Prady: Diabeł powraca (2013)